# Bill Withers
Bill Withers (Slab Fork, 1938. július 4. –‎ Los Angeles, 2020. március 30.) amerikai énekes, dalszerző. Hatszoros Grammy-díjas. Több slágerré vált dala volt 18 éven át tartó pályája során, köztük az „Ain't No Sunshine” (1971), a „Grandma's Hands" (1971), a „Use Me" (1972), a „Lean on Me" (1972), a „Lovely Day” (1977) és a „Just the Two of Us” (1981).

## Pályakép
Bill Withers Slab Fork bányászvárosban született 1938-ban. Szülei három éves korában elváltak. Ezután édesanyjával, Mattie Rose-zal élt Beckleyben. Apja, William Harrison Withers Sr. egy baptista gyülekezetben tevékenykedett, a United Mine Workers of America pénztárnosa volt. Amikor Withers 13 éves volt apja meghalt. Tizenhét évesen Withers Jr. besorozták a tengerészgyalogsághoz, ahol kilenc évig szolgált, többek között a Közel-Keleten is. Ez idő alatt kezdett el dalokat írni. 1967-ben Los Angelesbe költözött. Egy dmókazettája nyomán a hollywoodi Sussex Records szerződtette. Debütáló albumát J"ust as I Am" címmel Booker T. Jones rögzítette, és 1971 januárjában adták ki. A Billboard 200-on a 35. helyet érte el. Az „Ain't No Sunshine” kislemez sikere még nagyobb volt. Harmadik helyezést ért el a Billboard Hot 100-on, és a következő évben Grammy-díjas lett.
Második albuma, a Still Bill (1972) első helyet érte el az Egyesült Államokban. 1972 októberében felvett egy élő albumot a Carnegie Hallban.
Az 1970-es évek végéig rendszeresen kiadott albumokat, 1975-től kezdve a Columbia Recordsnál. Újabb sikert aratott 1977-ben a "Lovely Day"-vel. Az 1980-as évek eleje óta egyre többet dolgozott együtt más művészekkel. 1981-es „Just the Two of Us” című dala a Billboard 2. helyére került, és Withers második Grammy-díját is megszerezte 1982-ben. Utolsó albuma, a „Watching You, Watching Me” 1985-ben jelent meg.
2009. március 18-án a South by Southwest Fesztiválon mutatták be az életét bemutató dokumentumfilmet, a „Still Billt”, amelyet tizenegy évig forgattak. A filmben rajta kívül Cornel West és Sting is megszólal.
Bill Withers Los Angelesben halt meg 2020. elején, szívbetegségben, 81 évesen. A Forest Lawn Memorial Parkban temették el Hollywood Hillsben.

## Stúdióalbumok
- Just as I Am (1971)
- Still Bill (1972)
- +'Justments (1974)
- Making Music (1975)
- Naked & Warm (1976)
- Menagerie (1977)
- 'Bout Love (1978)
- Watching You, Watching Me (1985)

- Live at Carnegie Hall (1973)

## Díjak
- 2005: Songwriters Hall of Fame
- 2006: Rhythm & Soul Heritage Award – ASCAP (American Society of Composers, Authors and Publishers)
- 2007: West Virginia Hall of Fame
- 2015: Rock and Roll Hall of Fame
- 2017: Honorary degree – West Virginia University